# Фінський музей ігор
Фінський музей ігор (фін. Suomen pelimuseo, англ. Finnish Museum of Games) — музей, присвячений історії фінських ігор, розташований у Музейному центрі Вапрііккі у місті Тампере (Фінляндія).
Музей відкрився у січні 2017 року. До кінця червня 2017 року музей відвідало понад 100 тисяч осіб.

## Експозиція
Експозиція музею складається з понад 100 фінських ігор, шести тематичних кімнат, аркадних відеоігор і змінюваного виставкового простору. Загалом у музеї близько 85 цифрових ігор, більшість з яких представлена у музеї у вигляді інтерактивних ігрових стендів, де відвідувачі можуть спробувати ігри безпосередньо.
Музей створено за допомогою краудфандингової кампанії, організованої у 2015 році. Краудфандингова кампанія зібрала 85 860 євро від 1120 спонсорів. Основними спонсорами були ігрові компанії Supercell, Housemarque і Colossal Order.
Окрім цифрових ігор, Фінський музей ігор також збирає та виставляє настільні ігри, карткові ігри, мініатюрні ігри, рольові ігри та ларпи.
Змінювані експозиції стосувалася особистих історій гравців, конвенції рольових ігор Ropecon, розвитку гри віртуальної реальності P.O.L.L.E.N. і піксельного мистецтва.
Фінський музей ігор записав серію відеоінтерв'ю з понад 40 фінськими розробниками відеоігор, скорочені версії яких було опубліковано на YouTube-каналі музею.

Серед інтерактивних стендів є зокрема і стенд присвячений 3D симулятору спортивного орієнтування Suunnistussimulaattori, з допомогою якого відвідувачі музею можуть здійснити віртуальну прогулянку природними ландшафтами Фінляндії, а також  розглянути речі присвячені симулятору та спортивному орієнтуванню, які Антеро Пуллі (фін. Antero Pulli), розробник відеогри та фінський спортсмен-орієнтувальник, передав у музей.

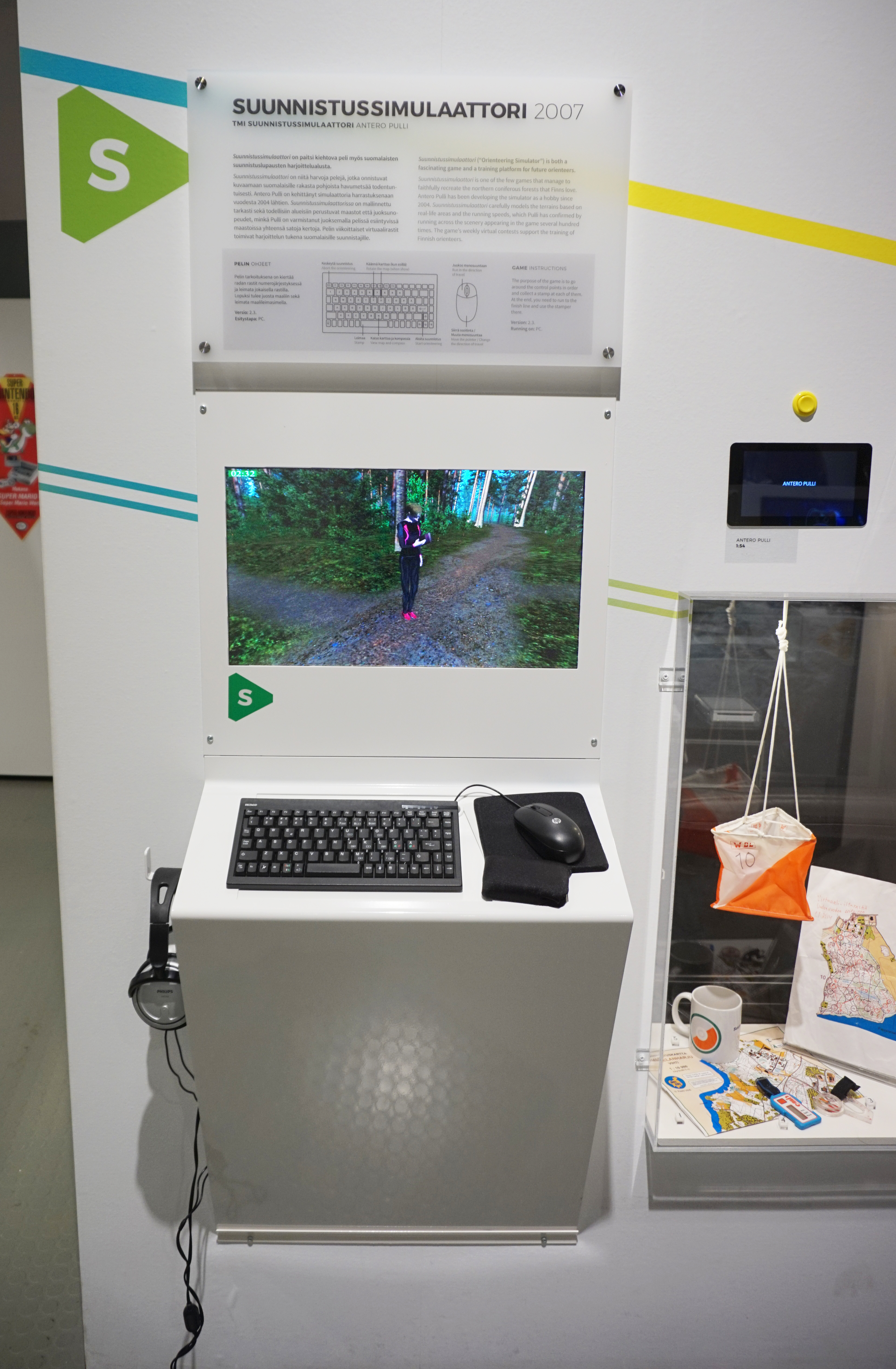
Ігровий стенд «Suunnistussimulaattori» у Фінському музеї відеоігор, 17 вересня 2017.

## Нагороди
Музей отримав нагороду «Сенсація року» на Finnish Game Awards у квітні 2017. Товариство історії технологій нагородило Фінський музей ігор нагородою Dibner Award «За кращі музейні експонати» у 2018.